# Vasatorps Golfklubb
Vasatorps Golfklubb är en golfklubb i Mörarp, Helsingborgs kommun, vars banor omfattar 57 hål, fördelade på två 18-hålsbana, en 12-hålsbana och 9-hålsbana. Klubben är en av Sveriges största med ett medlemsantal på runt 3 300 personer.  Vasatorps Golfklubb förfogar över en anläggning för alla golfare, från knattespelare till veteraner samt elit.

## Historik
Vasatorp grundades av dåvarande Skanska-chefen Ulf Widerström 1973 på marker tillhörande Vasatorps gård. Företaget Vasatorpsfastigheter hade redan 1967 förvärvat gården med avsikten att där anlägga en golfbana. Klubbens första 18-hålsanläggning var en park- och skogbana, ritad av Ture Bruce, och invigdes 1974 av landshövding Nils Hörjel. Anläggningen utökades med en nio-hålsbana som stod klar 1982 och 2000 med ytterligare en 9-hålsbana. I juni 2008 invigdes klubbens nya mästerskapsbana, Tournament Course, med 18 hål. Golfklubbens banor har stått värd för såväl inhemska som internationella tävlingar, till exempel Scandinavian Masters föregångare SEO 1978-80, Compaq Open 2002 samt Helsingborg Open som spelades på damernas Europatour, LET under 2013-2015. Gamla Banan renoverades mellan 2011 och 2013 och återinvigdes i juli 2013 då namnet ändrades till Classic Course. Klubben utsågs 1978 till Årets golfklubb av Föreningen Golfjournalisterna och erhöll både 2004 och 2005 utmärkelsen Sveriges bästa juniorklubb av Svenska Golfförbundet. Klubbens herrlag har vunnit lag-SM i golf åren 1991, 2001, 2002, 2004, 2006, 2011 samt 2017 och damerna vann lag-SM 2014. TC utsågs 2015, 2016 och 2017 till Sweden´s Best Golf Course av World Golf Awards.

## Framstående aktiva
- Kalle Brink
- Steven Jeppesen
- Joakim Bäckström
- Robin Wingårdh
- Mikael Lundberg
- Gabriel Hjertstedt
- Mikael Krantz
- Johanna Björk